# Mohamed Loudf
Mohamed Loudf, né le 1er janvier 1988, est un joueur de handballeur algérien,

## Biographie
- CR Bordj Bou Areridj
- GS Pétroliers
- Algérie 25 (20)

## Palmarès

### avec l'Équipe d'Algérie
Championnats d'Afrique
- 4e place au Championnat d'Afrique 2016 ( Égypte)

- 6e place au Championnat d'Afrique 2018 ( Gabon)